# ニューサウスウェールズ州副首相
ニューサウスウェールズ州副首相 (The Deputy Premier of New South Wales) は、オーストラリア連邦ニューサウスウェールズ州の副首相である。

## 一覧
|    | 氏名                     | 就任           | 退任           | 政党   |
| -- | ------------------------ | -------------- | -------------- | ------ |
| 1  | マイケル・ブラクスナー   | 1932年5月16日  | 1941年5月16日  | 国民党 |
| 2  | ジャック・バデリー       | 1941年5月16日  | 1949年9月8日   | 労働党 |
| 3  | ジョーゼフ・ケイヒル     | 1949年9月21日  | 1952年4月2日   | 労働党 |
| 4  | ロバート・ヘフロン       | 1953年2月23日  | 1959年10月28日 | 労働党 |
| 5  | ジャック・レンショウ     | 1959年10月28日 | 1964年3月14日  | 労働党 |
| 6  | パット・ヒルズ           | 1964年4月30日  | 1965年5月13日  | 労働党 |
| 7  | チャールズ・カトラー     | 1965年5月13日  | 1975年12月16日 | 国民党 |
| 8  | レオン・パンチ           | 1975年12月17日 | 1976年5月14日  | 国民党 |
| 9  | ジャック・ファーガソン   | 1976年5月14日  | 1984年2月10日  | 労働党 |
| 10 | ロン・ミューロック       | 1984年2月10日  | 1988年3月25日  | 労働党 |
| 11 | ウォル・マレイ           | 1988年3月25日  | 1993年5月26日  | 国民党 |
| 12 | イアン・アームストロング | 1993年5月26日  | 1995年4月4日   | 国民党 |
| 13 | アンドルー・レフスホージ | 1995年4月4日   | 2005年8月3日   | 労働党 |
| 14 | ジョン・ワトキンス       | 2005年8月10日  | 2008年9月3日   | 労働党 |
| 15 | カーメル・テバット       | 2008年9月5日   | 2011年3月26日  | 労働党 |
| 16 | アンドルー・ストーナー   | 2011年3月28日  | 現在           | 国民党 |